# ワンダーウーマン 1984
『ワンダーウーマン 1984』（原題: Wonder Woman 1984）は、DCコミックスのスーパーヒーロー「ワンダーウーマン」をベースとする、2020年公開のアメリカ合衆国のスーパーヒーロー映画。
監督はパティ・ジェンキンス、脚本はジェンキンス、ジェフ・ジョーンズ、デヴィッド・キャラハムで、ガル・ガドット、クリス・パイン、クリステン・ウィグらが出演する。「DCエクステンデッド・ユニバース」の9作目で、『ワンダーウーマン』（2017年）の続編。タイトル通り作品の舞台は1984年である。

## あらすじ
前作での戦いから66年後、欲望と世情不安が渦巻く1984年冷戦時代のアメリカ。主人公ダイアナ・プリンスはその知性を活かしてスミソニアン博物館で働きながら、一方でワンダーウーマンとして悪と戦い続ける日々を送っていた。
ある日、FBIに摘発された密輸業者の盗品が博物館へ届けられ、その中に奇妙な「石」があることにダイアナは気づく。ダイアナの同僚である鉱物学者バーバラ・ミネルヴァの鑑定ではその石は当初シトリンで出来た胡散臭い紛い物と思われたが、台座にラテン語で「何でも一つだけ願いを叶える」と彫られており、ダイアナとバーバラが願いをかけてみたところ本当にその願いが叶ってしまう。
それと前後して、著名な事業家のマックス・ロードが現れダイアナ達に接近、隙を突いて「石」を館外へ持ち出してしまう。石をまんまと手に入れたマックスはその仕組みを逆手にとって願いを叶える力を自らのものとすると、会社の拡大を皮切りにその権勢を際限なく拡大、やがて全世界を巻き込んだ果てしない暴走へと突き進み始める。
「石」が持ち出され悪用されていることを察知したダイアナは、ダイアナの願いで復活を遂げたスティーブ・トレバーと共にマックスの追跡を開始。願いの代償で弱体化しながらもマックスを追い詰めてゆくダイアナだったが、そこに叶った願いが喪われることを恐れて寝返ったバーバラが立ちはだかる。

## キャスト
ダイアナ・プリンス / ワンダーウーマン
演 - ガル・ガドット、日本語吹替 - 甲斐田裕子
アマゾン族の王女で、かつて第一次大戦を終結に導いた英雄。1984年時点では卓越した言語能力と知性を活かしてスミソニアン博物館で働きつつ、一方では正体不明のワンダーウーマンとしてヒーロー活動を行ない犯罪と戦っている。ある日「願いを叶える石」と出会い、かつて愛した男性であるスティーブを復活させるが引き換えにヒーローとしての力を失ってしまう。
幼少期のダイアナ
演 - リリー・アスペル、日本語吹替 - 花澤香菜
スティーブ・トレバー
演 - クリス・パイン、日本語吹替 - 小野大輔
ダイアナがかつて愛した男性で、第一次世界大戦を共に戦った戦友にして名パイロット。遠い昔に死んだはずだったが、「願いを叶える石」の力で1984年に復活を遂げる。肉体は別人のハンサム男のものであり、鏡にはハンサム男の顔が映るが、人格はかつてのスティーブその人でダイアナにはスティーブ本人に見える。
バーバラ・ミネルバ / チーター
演 - クリステン・ウィグ、日本語吹替 - 落合るみ
ダイアナと同じく博物館で働く学者。専攻は鉱物学と動物学。ダイアナと親しくなる。ドジで冴えず目立たないながらもユーモアに富んだ優しい性格だったが、願いを叶える石と出会い「ダイアナのようになりたい」と願ったことで超人的なパワーと社交性を手に入れ、引き換えに優しい心を失うこととなる。当初はダイアナと協力して石の正体を探ったが、叶えた願いが喪われることを恐れるあまりダイアナを裏切ってマックスへ加担。さらにパワーアップして怪人チーターに変貌してしまう。
マックスウェル・“マックス”・ロード
演 - ペドロ・パスカル、日本語吹替 - 堀内賢雄
石油会社ブラック・ゴールドの経営者。本名はマクスウェル・ロレンザーノで、マックス・ロードは芸名。テレビCMを打って出資者を集めており巷では有名人だが、会社の実情は完全に破綻しており、出るはずの石油は出ず、共同経営者のサイモンからは見切りをつけられる始末だった。密輸業者を使って「願いを叶える石」を手に入れようとしていたが業者が摘発されたことで石が博物館へと渡ってしまったため、博物館への寄付を持ちかけてダイアナやバーバラに接近。バーバラを篭絡して石を手に入れ、自分自身に願いを叶える力を宿してしまったことで暴走し始める。
アンティオペ将軍
演 - ロビン・ライト、日本語吹替 - 深見梨加
ヒッポリタ女王の妹でありダイアナの叔母。アマゾン族の将軍。
ヒッポリタ女王
演 - コニー・ニールセン、日本語吹替 - 榊原良子
セミッシラを治める女王でありダイアナの母。
首長
演 - アムール・ワケド、日本語吹替 - 広瀬彰勇
エジプトの石油王。マックスと対面し先祖の古代王朝を復活させることを願うが、引き換えに権力をマックスに奪われてしまう。
ハンサム男
演 - クリストファー・ポラーハ、日本語吹替 - 藤井啓輔
スティーブの魂が宿った男。顔はハンサムだと評されるが、服の趣味は悪い。
キャロル
演 - ナターシャ・ロスウェル、日本語吹替 - 岡田恵
ダイアナが働く博物館の職員。
ババジーデ
演 - ラヴィ・パテル、日本語吹替 - 駒谷昌男
「願いを叶える石」の秘密を知るという自称シャーマン。
サイモン・スタッグ
演 - オリヴァー・コットン、日本語吹替 - 浦山迅
マックスに出資していた会社経営者。
アリスタ
演 - ルシアン・ペレス、日本語吹替 - 田中誠人
マックスが心の底から愛している息子。
ラクエル
演 - ガブリエラ・ワイルド、日本語吹替 - 櫻庭有紗
マックスの秘書。
ジェイク
演 - ケルヴィン・ユー、日本語吹替 - 中村和正
ダイアナが働く博物館の職員。
アメリカ合衆国大統領
演 - スチュワート・ミリガン、日本語吹替 - 玉野井直樹
1984年時のアメリカ合衆国大統領。かなりのタカ派で、「ソ連よりも多くの核ミサイルを配備したい」との願いと引き換えに権限の全てをマックスに奪われてしまう。作中で名前は登場しないが史実で1984年当時大統領だったのはロナルド・レーガンであり、実際にレーガンが進めていたスター・ウォーズ計画についても言及されている。
エマーソン
演 - ジョナサン・アジャイ、日本語吹替 - 菊池通武
マックスが新たに雇った社員。ブラック・ゴールド社での仕事で手が回らなくなったラクエルの願いを叶える形で現れ、ブラック・ゴールド社に雇われた。
カール
演 - エド・バーチ、日本語吹替 - 佐々木拓真
ダイアナに気があるホワイトハウス職員。
アステリア
演 - リンダ・カーター、日本語吹替 - 一城みゆ希
かつてゴールドアーマーを纏ってアマゾン族を守り抜いたという伝説の戦士。演じるリンダ・カーターはテレビドラマ版『ワンダーウーマン』でダイアナを演じていた。

## 公開

### 公開まで
当初、アメリカでの劇場公開は2020年6月5日の予定だったが、新型コロナウイルス感染拡大を受けて、8月14日に延期された。これを受けて、日本での公開も6月12日の予定から延期されることが決まった。しかし、アメリカでは新型コロナウイルスの影響が続いているため、改めて公開延期となり、新たな公開日として10月2日に設定された。アメリカでの新たな公開日に合わせて、日本での公開日も10月9日に決定したが、9月11日、ワーナー・ブラザースはアメリカでの公開日を12月25日に延期することを発表した。それに伴い、9月14日に日本公開日をアメリカと同じ12月25日に変更するとワーナー・ブラザース映画が発表した。
その後、ワーナーはアメリカとカナダでは予定通り、2020年12月25日に劇場公開すると共にHBO Maxでも加入者限定で配信することを決定した。HBO Maxのサービスが行われていない国や地域ではアメリカより先行する形で同年12月16日から順次劇場公開することが決定し、日本では当初の予定より1週間前倒しとなる12月18日に公開することになった。動画配信サービスでの同時公開について、パティ・ジェンキンス監督は「もしも1年前にこの映画がストリーミングに直行すると聞いていたら、正気を失っていたでしょう」と基本的には反対の立場とした上で、「でも、このような狂った年になってしまったんです。（中略）最善策はない」とこの決定を受け入れたことを話した。

### 興行収入
北米市場での公開3日間の興行収入は1670万ドルであった。これは、前作の1億330万ドルの2割にも満たない数字だが、当初の予想では多くとも1500万ドル以内に収まるとされていたため、予想を上回るヒットとなった。これは、同じく凄惨な記録となった『TENET テネット』の930万ドルを上回っており、パンデミック発生後では最も高い興行収入記録となった。「HBO Max」でのネット同時配信も好調で、契約者の約半分が公開日のうちに鑑賞し、同サイト総視聴時間は他の一般的な日の約3倍となった。

## 作品の評価
映画批評集積サイトRotten Tomatoesによれば、批評家の一致した見解は「『ワンダーウーマン 1984』は続編の過負荷に苦しんでいるが、それでもシリーズのファンとその古典的主人公のファンを満足させるのに十分な活気のある現実逃避を提供している。」であり、433件の評論のうち高評価は59%にあたる256件で、平均点は10点満点中6点となっている。Metacriticによれば、57件の評論のうち、高評価は30件、賛否混在は24件、低評価は3件で、平均点は100点満点中60点となっている。